# Troy Garity
Troy Garity (Los Angeles, 7 juli 1973), geboren als Troy O'Donovan Hayden, is een Amerikaans acteur.

## Biografie
Garity werd geboren in Los Angeles als zoon van Jane Fonda en groeide op in Santa Monica (Californië). Als kind begon hij met acteren en trad op in diverse toneelstukken, het acteren leerde hij aan de American Academy of Dramatic Arts in Los Angeles. Garity is een neef van Bridget Fonda, zijn moeder en zijn oom Peter Fonda zijn weer kinderen van Henry Fonda. 
Garity begon in 1981 als jeugdacteur met acteren in de film On Golden Pond, waarna hij nog meerdere rollen speelde in films en televisieseries. In 2003 speelde hij een rol in de film Soldier's Girl, hiervoor werd hij genomineerd voor een Golden Globe, Independent Spirit Award en een Satellite Awards in de categorie Beste Acteur in een Film.

## Filmografie

### Films
Uitgezonderd korte films.
- 2016 The Brooklyn Banker - als Santo
- 2016 Barbershop: A Fresh Cut - als Issac
- 2014 Sabotage - als agent Spolcheck
- 2014 Red Sky - als Luke 'Cajun' Babbineaux
- 2013 Gangster Squad - als Wrevock
- 2013 King John - als Crash
- 2011 The Good Doctor - als Dan
- 2010 Do Not Disturb - als gangster
- 2009 A Marriage - als Josh Gabriel
- 2009 A Day in the Life - als officier Klute
- 2009 Mercy - als Dane
- 2009 My One and Only - als Becker
- 2008 A Cat's Tale - als Marchello
- 2008 Winged Creatures - als Ron Abler
- 2008 Lake City - als Billy
- 2007 Eichmann - als Avner Less
- 2007 Sunshine - als Harvey
- 2004 After the Sunset - als Luc
- 2004 Barbershop 2: Back in Business - als Isaac Rosenberg
- 2003 Milwaukee, Minnesota - als Albert Burroughs
- 2003 Soldier's Girl - als Barry Winchell
- 2002 Barbershop - als Isaac Rosenberg
- 2001 Bandits - als Harvey Pollard
- 2001 Perfume - als Simon
- 2000 Steal This Movie - als Tom Hayden
- 1997 Conspiracy Theory - als stagiair
- 1996 The Cherokee Kid - als barkeeper
- 1981 On Golden Pond - als jongen op pier

### Televisieseries
Uitgezonderd eenmalige gastrollen.
- 2021 On the Verge - als George - 12 afl.
- 2015-2019 Ballers - als Jason - 47 afl.
- 2017 Shooter - als Jeffrey Denning - 4 afl.
- 2017 Seven Bucks Digital Studios - als Jason Antolotti - 2 afl.
- 2011-2012 Boss - als Sam Miller - 18 afl.
- 2011 The Playboy Club - als John Bianchi - 4 afl.

- Bibsys: 7069769
- Biblioteca Nacional de España: XX4810942
- Gemeinsame Normdatei: 1239757468
- International Standard Name Identifier: 0000 0001 1451 5804
- Library of Congress Control Number: no2003110513
- Nationale Bibliotheek van Tsjechië: xx0170214
- Nederlandse Thesaurus van Auteursnamen: 266816789
- Système universitaire de documentation: 189761334
- Virtual International Authority File: 90690258
- WorldCat: E39PBJj4rcGvvPrmVhcbDCvbVC